# Massagris separata
Massagris separata är en spindelart som beskrevs av Wesolowska 1993. Massagris separata ingår i släktet Massagris och familjen hoppspindlar. Inga underarter finns listade i Catalogue of Life.